# Massuria roonwali
Massuria roonwali là một loài nhện trong họ Thomisidae.
Loài này thuộc chi Massuria. Massuria roonwali được miêu tả năm 1964 bởi Basu.